# 上原風馬
上原 風馬（うえはら ふうま、1977年8月12日 - ）は、日本の俳優・タレント。たむらプロに所属している。
千葉県木更津市出身。拓殖大学紅陵高等学校卒業。拓殖大学商学部貿易学科在籍時にデビュー。大学卒業後、芸能活動を本格的に始める。身長181cm、体重65kg。血液型A型。

## 人物
「素晴らしき家族旅行」でデビュー。『キッズ・ウォー』シリーズ（1〜5、SP、XmasSP）では元暴走族総長でサンドウィッチ屋店員の山口翔太役を演じ、映画『タッチ』では黒木武役を演じた。
地元のテレビ局である千葉テレビでは、『高校野球モーニングダイジェスト』をはじめとした高校野球関係の番組で、「拓殖大学紅陵高等学校出身の元高校球児」という立場から試合結果などをリポートし、チバテレビのロビーから司会を展開。キッズ・ウォーシリーズ放送開始時からファンも増えたこともあり、後述の高校野球関係の番組では毎回多くの高校生やOB・OGがチバテレビのロビーに集まるという。
千葉テレビでは、歌手の横須賀ゆめなをメイン司会者とした番組が多かったのだが、彼女の活動休止に伴い上原が引き継いでメイン司会を務める番組が増えた。一方、千葉テレビ以外のテレビ局でも林家いっ平に代わり、『GAME JOCKEY II』（BSジャパン・現在は終了）のMCを小出由華と務め、仕事の幅を広めている。
趣味は日本舞踊と野球で現在も続けている。日本舞踊の面では志の花流の名取り「志の花恭弥」という一面も見せている。

## 出演

### テレビ番組
※特記のない番組は司会担当。
- GAME JOCKEYII（BSジャパン、2007年4月5日〜6月28日)
- 高校野球 モーニングダイジェスト（千葉テレビ、2003年、2004年)
- 速報!今日の高校野球（千葉テレビ、2005年〜2007年)
- 高校野球ダイジェスト（千葉テレビ、2008年〜2012年)
- まる得モール（千葉テレビ）
- 金曜たぶろっど!（千葉テレビ） - レポーター
- 中学野球ダイジェスト（千葉テレビ）
- ゆめ半島千葉国体 高校野球競技ダイジェスト（千葉テレビ、2010年9月26日〜9月30日)

### テレビドラマ
- 素晴らしき家族旅行（1998年、テレビ東京）
- ニュースキャスター 霞涼子（1999年、テレビ朝日）
- 金曜ドラマ「L×I×V×E」（1999年、TBS） - 洋平役
- 淀川長治さん一周忌特別企画「淀川長治物語」神戸篇 サイナラTVヴァージョン（1999年、テレビ朝日）
- ドラマ30「キッズ・ウォーシリーズ1〜5」（1999年 - 2003年、CBC） - 山口翔太役
- 土曜ナイトドラマ ココだけの話 第9回「背後の女」（2001年、テレビ朝日）
- 特別企画 豪華新春サスペンス「開幕ベルは華やかに」（2002年、テレビ東京）
- 金曜時代劇「春が来た」（2002年、NHK）
- 恋する日曜日 第11回「レイニーブルー」（2003年、BS-i）
- ドラマ特別企画「女子刑務所東三号棟5」（2003年、TBS）
- ドラマ30「スウとのんのん」（2005年、CBC） - 稲垣皓役
- 金曜時代劇「御宿かわせみ 〜第3章〜」（2005年、NHK）
- はみだし刑事情熱系（テレビ朝日）
- 富豪刑事 第1シリーズ 第6話「ウエディングプランナーの富豪刑事 イケメン社長の華麗なる犯罪!謎の遺言と衝撃の密室」（2006年、朝日放送）
- 相棒 Season5 第14話「貢ぐ女」（2006年、テレビ朝日）
- ハンチョウ〜警視庁安積班〜 シリーズ6 第3話（2013年、TBS） - 仁科寛役

### CM
- マクドナルド「ウイークデイプログラム篇」
- JR東日本「新潟県観光キャンペーン」

### 映画
- ジューンブライド 6月19日の花嫁（1998年、松竹）
- 手紙（2003年、ギャガ・コミュニケーションズ）
- ホワイトイリュミネーション - White Illimination - （2005年、テアトル池袋）
- タッチ（2005年、東宝） - 黒木武役
- ラストゲーム 最後の早慶戦（2008年、シネカノン）

### 舞台
- JIRO - CHO（2003年、博品館劇場）